# 怀河
40°18′13″N 116°37′16″E / 40.303680°N 116.621097°E

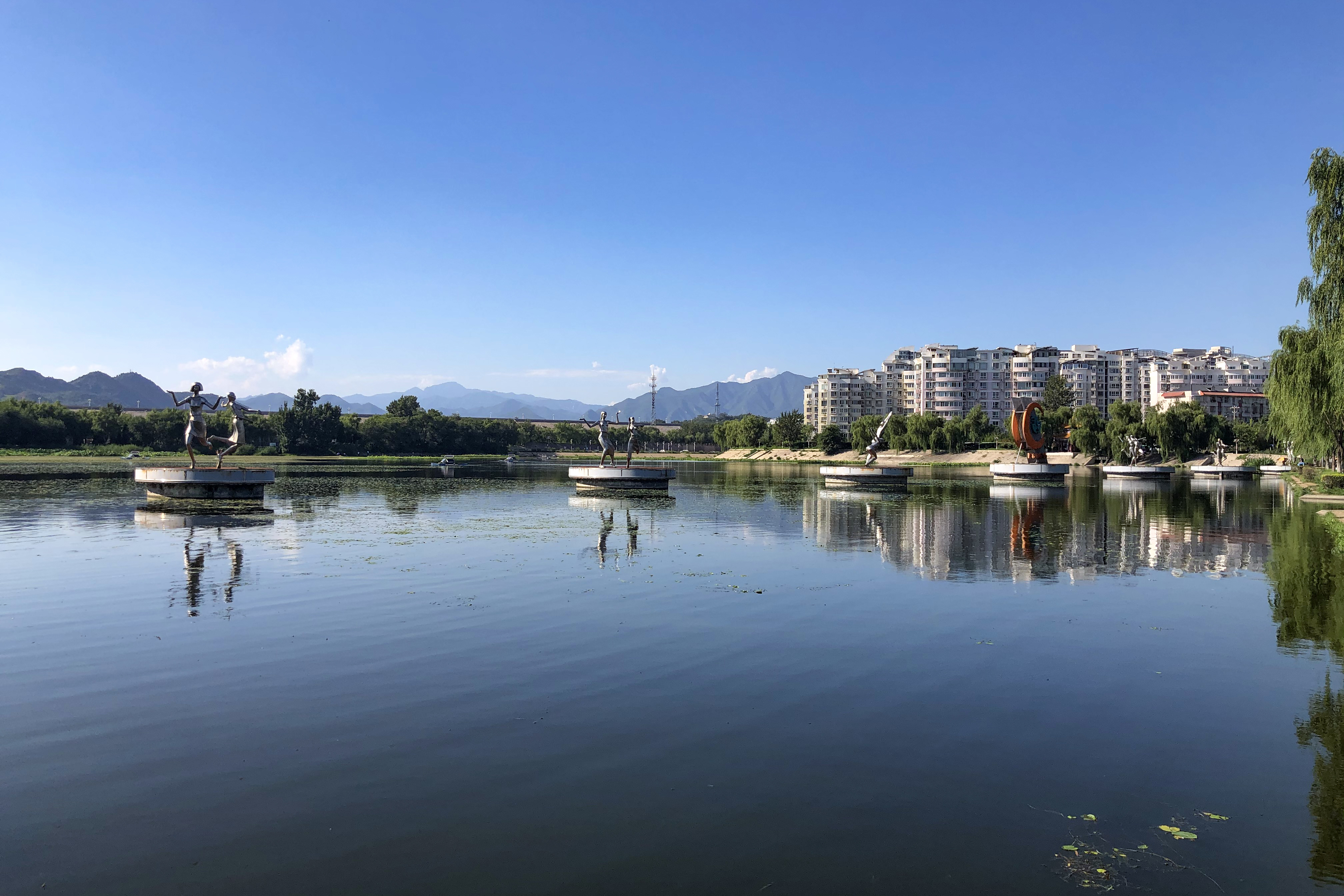
怀河在第四次世界妇女大会纪念公园内的河段

怀河是北京地区的一条河流，为潮白河的支流，也是怀柔水库的泄洪通道。
又称西大河、朝鲤河、七渡河。发源于怀九河、怀沙河两条支流。流经怀柔水库后在梭草村南汇入潮白河。全长80公里，流域面积1042.6平方公里。支流有红螺镇牤牛河、庙城牤牛河、雁栖河、南房小河和周各庄小河。
1998年至2004年，怀河曾持续干涸，直至2004年怀柔区启用中水处理设备后才重新开始蓄水，此后第四次世界妇女大会纪念公园也在怀河西岸建成。